# Ильсё, Марко
Ма́рко Ильсё (англ. Marco Ilsø, род. 29 сентября 1994) — датский актёр.

## Биография
Родители Марко, Эльза Ильсё Ларсен и Финн Ильсё, были спортсменами. Финн Ильсё был профессиональным футболистом в «Б-93», а Эльза Ильсё Ларсен играла в молодёжной команде по гандболу. У Марко есть два старших брата, Ник и Кен, который является профессиональным футболистом. Марко также приходится двоюродным братом футболиста Кеннета Эмиля Петерсена. Сам Марко в детстве играл за «Фрихеден», а весной 2009 года перешёл в «Кёге». В настоящее время он играет за «Карлслунде».
В четырнадцатилетнем возрасте Ильсё сыграл главную роль в датском телесериале «Миккель и золотая карта». В 2016 году он получил постоянную роль Хвитсерка в телесериале «Викинги».

## Фильмография
| Год       |   | Русское название               | Оригинальное название | Роль                |
| --------- | - | ------------------------------ | --------------------- | ------------------- |
| 2008      | с | Миккель и золотая карта        | Mikkel og guldkortet  | Миккель Йохансен    |
| 2011      | ф | Свободное падение              | Frit fald             | Никлас              |
| 2011      | ф | Встреча выпускников            | Klassefesten          | Андреас             |
| 2012      | ф | Ты и я навсегда                | You & Me Forever      | парень на вечеринке |
| 2014      | ф | Судный день Дэна               | Dannys dommedag       | Лукас               |
| 2014      | ф | Мистериум. Охотники на фазанов | Fasandræberne         | молодой Дитлев Прам |
| 2015      | с |                                | Banken: New Normal    | богатый мальчик     |
| 2016      | ф | Топ-модель                     | The Model             | Фредерик            |
| 2016—2020 | с | Викинги                        | Vikings               | Хвитсерк            |
| 2018      | с | Воитель                        | Kriger                | Мэдс                |